# Ivan Kukanić
Ivan Kukanić (Rijeka, 1868. – 1944.), hrvatski rimokatolički svećenik, profesor i teološki pisac

## Životopis
Rodio se u Rijeci. Predavao je Sveto pismo na senjskom teološkom učilištu od 1891. do 1897. godine. Nakon toga je bio župnik u Rijeci u politički turbulentnom razdoblju od 1897. do 1924. godine. U Rijeci koja je živjela pod pritiscima ponjemčivanja, mađariziriranja i talijaniziranja, zauzimao se za prava Hrvata. Čim je Italija okupirala Rijeku, Kukanić je bio zlostavljan zbog svog pro-hrvatskog angažmana, pa je 1924. bio prisiljen napustiti rodni grad.